# Superliga 2022-2023 (Serbia)
La SuperLiga 2022-2023 è stata la diciassettesima edizione del campionato serbo di calcio, iniziata l'8 luglio 2022 e terminata il 28 maggio 2023. 
La Stella Rossa si è laureata campione per la nona volta nella propria storia, il sesto consecutivo, eguagliando il record del Partizan di campionati vinti consecutivamente. 

## Stagione

### Novità
Le squadre partecipanti sono 16 per il secondo anno consecutivo, dopo la riduzione operata dalla federazione nazionale a partire dalla stagione 2021-2022. Dalla stagione precedente sono state retrocesse Metalac e Proleter Novi Sad, ultime due squadre classificate. Dalla Prima Lega sono state invece promosse Mladost GAT, per la prima volta nella sua storia, e Javor Ivanjica, tornata in Superliga dopo un anno di assenza.

### Formula
Il campionato si svolge in due fasi: nella prima le sedici squadre partecipanti si affrontano in un girone all'italiana con partite di andata e ritorno, per un totale di 30 giornate. Successivamente, le squadre vengono divise in due gruppi in base alla classifica: le prime otto formano un nuovo girone e competono per il titolo e la qualificazione alle competizioni europee; le ultime otto, invece, lottano per non retrocedere in Prva Liga Srbija. Al termine della competizione, nel girone per il titolo, la squadra prima classificata è campione di Serbia e si qualifica per la UEFA Champions League 2023-2024, come la seconda ma ai preliminari, mentre le squadre classificate al terzo e al quarto posto, oppure al quinto, si qualificano per il secondo turno di qualificazione della UEFA Europa Conference League 2023-2024. La vincitrice della Coppa di Serbia invece viene ammessa al terzo turno di qualificazione della UEFA Europa League 2022-2023. Nel girone per la salvezza le ultime quattro classificate vengono retrocesse direttamente in Prva Liga.

## Squadre partecipanti
| Club                | Città        | Stadio             | Stagione precedente     |
| ------------------- | ------------ | ------------------ | ----------------------- |
| Čukarički           | Belgrado     | Stadio Čukarički   | 3º posto in Superliga   |
| Javor Ivanjica      | Ivanjica     | Stadio Municipale  | 2º posto in Prima Lega  |
| Kolubara            | Lazarevac    | Stadio Kolubara    | 10º posto in Superliga  |
| Mladost Lučani      | Lučani       | Stadio Mladost     | 11º posto in Superliga  |
| Mladost GAT         | Novi Sad     | GAT Arena          | 1º posto in Prima Lega  |
| Napredak Kruševac   | Kruševac     | Stadio Mladost     | 8º posto in Prva Liga   |
| Novi Pazar          | Novi Pazar   | Stadio municipale  | 13º posto in Prva Liga  |
| Partizan            | Belgrado     | Stadio Partizan    | 2º posto in Superliga   |
| Radnički Kragujevac | Kragujevac   | Stadio Čika Dača   | 14º posto in Prima Lega |
| Radnički Niš        | Niš          | Stadio Čair        | 4º posto in Superliga   |
| Radnik Surdulica    | Surdulica    | Stadio municipale  | 9º posto in Superliga   |
| Spartak Subotica    | Subotica     | Stadio municipale  | 12º posto in Superliga  |
| Stella Rossa        | Belgrado     | Stadio Rajko Mitić | Campione di Serbia      |
| TSC Bačka Topola    | Bačka Topola | TSC Arena          | 6º posto in Superliga   |
| Vojvodina           | Novi Sad     | Stadio Karađorđe   | 7º posto in Superliga   |
| Voždovac            | Belgrado     | Stadio Bojan Majić | 5º posto in Superliga   |

## Allenatori
| Club                | Allenatore         |
| ------------------- | ------------------ |
| Čukarički           | Dušan Kerkez       |
| Javor               | Igor Bondžulić     |
| Kolubara            | Dejan Đurđević     |
| Mladost GAT         | Ljubomir Ristovski |
| Mladost Lučani      | Dragiša Žunić      |
| Napredak Kruševac   | Dušan Đorđević     |
| Novi Pazar          | Vladimir Gaćinović |
| Partizan            | Gordan Petrić      |
| Radnički Kragujevac | Dejan Joksimović   |
| Radnički Niš        | Nenad Lalatović    |
| Radnik Surdulica    | Dragan Perišić     |
| Spartak Subotica    | Slavko Petrović    |
| Stella Rossa        | Miloš Milojević    |
| TSC Bačka Topola    | Žarko Lazetić      |
| Vojvodina           | Milan Rastavac     |
| Voždovac            | Nikola Puača       |

## Prima fase

### Classifica finale
|  | Pos. | Squadra             | Pt | G  | V  | N  | P  | GF | GS | DR  |
|  | ---- | ------------------- | -- | -- | -- | -- | -- | -- | -- | --- |
|  | 1.   | Stella Rossa        | 82 | 30 | 26 | 4  | 0  | 81 | 14 | +67 |
|  | 2.   | TSC Bačka Topola    | 62 | 30 | 18 | 8  | 4  | 52 | 22 | +30 |
|  | 3.   | Čukarički           | 62 | 30 | 19 | 5  | 6  | 56 | 31 | +25 |
|  | 4.   | Partizan            | 57 | 30 | 17 | 6  | 7  | 57 | 28 | +29 |
|  | 5.   | Vojvodina           | 54 | 30 | 14 | 12 | 14 | 47 | 27 | +20 |
|  | 6.   | Novi Pazar          | 50 | 30 | 15 | 5  | 10 | 37 | 31 | +6  |
|  | 7.   | Voždovac            | 39 | 30 | 11 | 6  | 13 | 24 | 42 | -18 |
|  | 8.   | Radnički Kragujevac | 37 | 30 | 10 | 7  | 13 | 29 | 30 | -1  |
|  | 9.   | Kolubara            | 37 | 30 | 10 | 7  | 13 | 23 | 45 | -22 |
|  | 10.  | Napredak Kruševac   | 31 | 30 | 8  | 7  | 15 | 22 | 31 | -9  |
|  | 11.  | Radnički Niš        | 29 | 30 | 7  | 8  | 15 | 30 | 51 | -21 |
|  | 12.  | Javor Ivanjica      | 29 | 30 | 7  | 8  | 15 | 28 | 49 | -21 |
|  | 13.  | Spartak Subotica    | 25 | 30 | 5  | 10 | 15 | 26 | 43 | -17 |
|  | 14.  | Mladost Lučani      | 23 | 30 | 4  | 11 | 15 | 35 | 52 | -20 |
|  | 15.  | Radnik Surdulica    | 23 | 30 | 5  | 8  | 17 | 21 | 44 | -23 |
|  | 16.  | Mladost GAT         | 20 | 30 | 4  | 8  | 18 | 20 | 45 | -25 |

Legenda:
      Ammessa alla Poule scudetto
      Ammessa alla Poule retrocessione
Note:
Tre punti a vittoria, uno a pareggio, zero a sconfitta.

## Poule Scudetto

### Classifica finale
|       | Pos. | Squadra             | Pt | G  | V  | N  | P  | GF | GS | DR  |
| ----- | ---- | ------------------- | -- | -- | -- | -- | -- | -- | -- | --- |
| [ 1 ] | 1.   | Stella Rossa        | 97 | 37 | 30 | 7  | 0  | 96 | 19 | +77 |
|       | 2.   | TSC Bačka Topola    | 75 | 37 | 22 | 9  | 6  | 66 | 32 | +34 |
|       | 3.   | Čukarički           | 75 | 37 | 23 | 6  | 8  | 65 | 38 | +27 |
|       | 4.   | Partizan            | 71 | 37 | 21 | 8  | 8  | 68 | 34 | +34 |
|       | 5.   | Vojvodina           | 63 | 37 | 16 | 15 | 6  | 59 | 35 | +24 |
|       | 6.   | Novi Pazar          | 51 | 37 | 15 | 6  | 16 | 40 | 49 | -9  |
|       | 7.   | Voždovac            | 46 | 37 | 13 | 7  | 17 | 29 | 52 | -23 |
|       | 8.   | Radnički Kragujevac | 42 | 37 | 11 | 9  | 17 | 37 | 43 | -6  |

Legenda:

      Campione di Serbia e ammessa alla UEFA Champions League 2023-2024
      Ammessa alla UEFA Europa Conference League 2023-2024
Regolamento:

Tre punti per la vittoria, uno per il pareggio, zero per la sconfitta.

## Poule Retrocessione

### Classifica finale
|  | Pos. | Squadra           | Pt | G  | V  | N  | P  | GF | GS | DR  |
|  | ---- | ----------------- | -- | -- | -- | -- | -- | -- | -- | --- |
|  | 9.   | Napredak Kruševac | 39 | 37 | 10 | 9  | 18 | 27 | 37 | -10 |
|  | 10.  | Spartak Subotica  | 39 | 37 | 9  | 12 | 16 | 38 | 49 | -11 |
|  | 11.  | Mladost Lučani    | 38 | 37 | 9  | 11 | 17 | 40 | 57 | +17 |
|  | 12.  | Javor Ivanjica    | 37 | 37 | 9  | 10 | 18 | 35 | 56 | -21 |
|  | 13.  | Radnik Surdulica  | 35 | 37 | 8  | 11 | 18 | 28 | 50 | -22 |
|  | 14.  | Radnički Niš      | 35 | 37 | 9  | 8  | 20 | 37 | 61 | -24 |
|  | 15.  | Kolubara          | 35 | 37 | 11 | 8  | 18 | 28 | 57 | -29 |
|  | 16.  | Mladost GAT       | 30 | 37 | 10 | 7  | 13 | 29 | 30 | -24 |

Legenda:
      Retrocesse in Prva Liga Srbija
Regolamento:
Tre punti a vittoria, uno a pareggio, zero a sconfitta.

## Statistiche

### Squadre

#### Capoliste solitarie
|    | —— | ——      | ——      | —— | ——           | ——           | ——           | ——           | ——  | ——           | ——           | ——           | ——           | ——           | ——           | ——           | ——           | ——           | ——           | ——           | ——           | ——           | ——           | ——           | ——           | ——           | ——           | ——           | ——           | —— |  |
|    |    | S Rossa | S Rossa |    | Stella Rossa | Stella Rossa | Stella Rossa | Stella Rossa | NPa | Stella Rossa | Stella Rossa | Stella Rossa | Stella Rossa | Stella Rossa | Stella Rossa | Stella Rossa | Stella Rossa | Stella Rossa | Stella Rossa | Stella Rossa | Stella Rossa | Stella Rossa | Stella Rossa | Stella Rossa | Stella Rossa | Stella Rossa | Stella Rossa | Stella Rossa | Stella Rossa |    |  |
|    |    |         |         |    |              |              |              |              |     |              |              |              |              |              |              |              |              |              |              |              |              |              |              |              |              |              |              |              |              |    |  |
|    |    |         |         |    |              |              |              |              |     |              |              |              |              |              |              |              |              |              |              |              |              |              |              |              |              |              |              |              |              |    |  |
| 1ª | 2ª | 3ª      | 4ª      | 5ª | 6ª           | 7ª           | 8ª           | 9ª           | 10ª | 11ª          | 12ª          | 13ª          | 14ª          | 15ª          | 16ª          | 17ª          | 18ª          | 19ª          | 20ª          | 21ª          | 22ª          | 23ª          | 24ª          | 25ª          | 26ª          | 27ª          | 28ª          | 29ª          | 30ª          |    |  |

### Individuali

#### Classifica marcatori
Aggiornata al 27 febbraio 2023
| Gol |  |  | Giocatore         | Squadra      |
| --- |  |  | ----------------- | ------------ |
| 13  |  |  | Ricardo Gomes     | Partizan     |
| 12  |  |  | Aleksandar Katai  | Stella Rossa |
| 11  |  |  | Milan Bojović     | Mladost L.   |
| 10  |  |  | Bibras Natcho     | Partizan     |
| 10  |  |  | Nikola Stulić     | Radnički Niš |
| 9   |  |  | Muhammed Badamosi | Čukarički    |
| 8   |  |  | Aleksandar Pešić  | Stella Rossa |
| 8   |  |  | Ifet Đakovac      | Bačka Topola |
| 8   |  |  | Nikola Čumić      | Vojvodina    |
| 8   |  |  | Andrija Majdevac  | Novi Pazar   |
| 7   |  |  | Đorđe Ivanović    | Čukarički    |
| 7   |  |  | Miloš Pantović    | Voždovac     |
| 7   |  |  | Veljko Šimić      | Vojvodina    |
| 7   |  |  | Osman Bukari      | Stella Rossa |